# Orbán Miklós
Orbán Miklós (Ászár, 1939. április 29. –) Széchenyi-díjas kémikus, egyetemi tanár, a Magyar Tudományos Akadémia rendes tagja. Az izotópcsere-reakciók kutatásának neves tudósa.

## Életpályája
1957-ben érettségizett a kisbéri gimnáziumban, majd felvették az Eötvös Loránd Tudományegyetem Természettudományi Karára, ahol 1962-ben szerzett vegyész diplomát.
Diplomájának megszerzése után az ELTE Szervetlen és Analitikai Kémiai tanszékén lett oktató. 1962-ben tanársegédi, 1971-ben adjunktusi, 1975-ben docensi, majd 1987-ben egyetemi tanári kinevezést kapott. 1990-ben a tanszék vezetőjévé nevezték ki, ezt a tisztségét 2005-ig viselte. 2009-ben emeritálták az ELTE Kémiai Intézeténél. 1983-ban az MTA, az ELTE, a Brandeis Egyetem és a National Science Foundation által létrehozott oszcilláló kémiai reakciók projektjének vezetőjévé nevezték ki. Számos külföldi egyetem volt vendégprofesszor: Lomonoszov Egyetem, Moszkva (1968); Chelsea College of Science and Technology, London (1969–1970); Brandeis Egyetem, USA (1980–2009).
1965-ben szerezte meg egyetemi doktori címét. 1972-ben védte meg a kémiai tudományok kandidátusi, 1984-ben akadémiai doktori értekezését. Az MTA Fizikai-Kémiai, a Szervetlen Kémiai, az Analitikai Kémiai Bizottságnak lett tagja. 1998-ban megválasztották a Magyar Tudományos Akadémia levelező, 2004-ben pedig rendes tagjává. 1999 és 2005 között a Kémiai Tudományok Osztálya elnökhelyettese volt. Közben a Kémiai Tudományok Doktori Bizottsága tagjai közé is került. Több egyetem (ELTE, BME) doktori és habilitációs bizottságának tagja.
1978-ban a Scientometrics, 1991-ben pedig az Acta Chemica Hungarica című szakfolyóiratok szerkesztőbizottságába került be.

## Munkássága
Kutatási területei az izotópcsere-reakciók kinetikája és mechanizmusa (amelyeknek kimutatta egymás közötti szoros kapcsolatát), a molekulakomplexek stabilitása, oszcilláló kémiai reakciók és egyéb egzotikus kémiai jelenségek.
Számos molekulakomplex és a H-híd asszociátum hődinamikai adatait sikerült meghatároznia kalorimetriás, UV- és más spektroszkópiás (IR, NMR) módszerekkel. A módszereknek köszönhetően hét periodikus (oszcilláló) kémiai reakciócsaládot, illetve ennek több mint száz képviselőjét állította elő (például a nem katalizált bromát oszcillátorok csoportjának felfedezése is ilyen módon sikerült), emellett megtalálta több oszcillátorcsaládon belül az úgynevezett minimális oszcillátort. Ennek jelentősége a további variációk származtatásának és előállításának lehetősége.
Továbbá sikerült előállítania térben periodikus mozgó kémiai hullámokat bromát és klorit oszcillátorok segítségével, valamint stacionárius kémiai szerkezeteket figyelt meg kialakulás közben és értelmezte ezeket poliakrilamid gélekben.
Több mint százhúsz tudományos közlemény szerzője vagy társszerzője.

## Családja
Nős, felesége Vakán Erzsébet gyógyszerész. Házasságukból egy leány-, illetve egy fiúgyermek született.

## Díjai, elismerései
- Természettudományos Díj (1987, Eötvös Loránd Tudományegyetem)
- Széchenyi-díj (megosztva, 1990) – Oszcillációs kémiai reakciók mechanizmusának tisztázása terén elért, nemzetközileg is kiemelkedő eredményeiért. Megosztott díj Kőrös Endrével és Noszticzius Zoltánnal.
- A Magyar Köztársasági Érdemrend középkeresztje (2009)
- Ászár díszpolgára (2017)

## Főbb publikációi
- Chemical Oscillations During the Uncatalyzed Reaction of Aromatic Compounds with Bromate (Kőrös Endrével, 1978)
- Stacionary and Moving Structures in the Uncatalyzed Oscillatory Chemical Reactions (1980)
- Minimal Permanganate Oscillator: The Guyard Reaction in a CSTR (társszerző, 1989)
- A Transitional Metal Oscillator: Oscillatory Oxidation of Manganese(II) by Periodate in a CSTR (1991)
- Kémiai periodicitás időben és térben (1998)
- Pattern Formation During Polymerization of Acrylamide in the Presence of Sulfide Ions (társszerző, 1999)
- New Heterogeneous Chemical Oscillators: Reduction of Manganese Species by Hypophosphite on a Pt Surface (társszerző, 2004)
- Periodic Pulses of Calcium Ions in a Chemical System (társszerző, 2006)
- Oscillations in the Concentration of Fluoride Ions Induced by a pH-Oscillator (társszerző, 2008)
- Oszcilláló kémiai reakciók : múlt, jelen, jövő. Székfoglaló előadások a Magyar Tudományos Akadémián (2015)